# والریو لوالدی
والریو لوالدی (ایتالیایی: Valerio Lualdi؛ زادهٔ ۳۱ اوت ۱۹۵۱) دوچرخه‌سوار اهل ایتالیا است.